# Tanguy Ndombele
Tanguy Ndombele, né le 28 décembre 1996 à Longjumeau, est un footballeur international français d’origine congolaise qui évolue au poste de milieu de terrain à l'OGC Nice.
Révélé à l'Amiens SC puis passé par l'Olympique lyonnais, il connaît sa première sélection en équipe de France le 11 octobre 2018 lors d'un match amical contre l'Islande.

## Biographie

### En club

#### Parcours junior
Enfant, il joue à Longjumeau puis au FC Épinay-sous-Sénart, au FC Épinay Athlético, et à l'ESA Linas-Montlhéry. Il arrive à 14 ans en Bretagne, à l'En avant Guingamp, où il joue pendant trois saisons, mais le club ne lui propose pas de contrat professionnel en fin de formation.

#### Débuts senior
À tout juste 16 ans, il dispute son premier match en senior le 11 janvier 2014 avec la réserve de l'EA Guingamp en remplaçant Vital N'Simba dans les arrêts de jeu.
Il part à l'Amiens Sporting Club, élu meilleur attaque de la saison qui perd dans la foulée son statut professionnel en juin 2014, et en profite pour aller passer des essais dans plusieurs clubs professionnels (Auxerre, Caen et Angers entre autres) mais n'est pas retenu. Durant cette période, Ndombele est critiqué et n'est pas retenu après ces essais car il a « de nombreux kilos en trop ». Ndombele joue alors pendant deux saisons en CFA 2 avec l'équipe réserve de l'Amiens SC. Il ne joue qu'un match lors de la saison 2014-2015, le 8 novembre 2014, en rentrant une nouvelle fois dans les arrêts de jeu. Il gagne du temps de jeu lors de la saison 2015-2016, prenant part à dix-huit rencontres. Il est titularisé pour la première fois le 5 septembre 2015 à l'âge de 18 ans et 9 mois.

#### Débuts professionnels à l'Amiens SC
Tanguy Ndombele joue son premier match avec l'équipe première de l'Amiens SC, qui est monté en Ligue 2 et a regagné son statut de club professionnel, le 9 août 2016 en Coupe de la Ligue au poste d'arrière droit. Il signe son premier contrat professionnel en octobre 2016. Il participe à la première montée du club en Ligue 1, en disputant trente matchs de championnat, et inscrivant deux buts. Au terme de cette saison, il explose aux yeux des amateurs de Ligue 2 en réalisant des prestations de haut niveau et en se montrant important au sein du collectif de son équipe. Il participe ainsi au début de la prochaine saison de son équipe, qui est donc montée en Ligue 1, en participant aux trois premiers matchs de la saison 2017-2018.
Florian Maurice, responsable de la cellule de recrutement de l'Olympique lyonnais, quatrième du dernier championnat et qui cherche à remplacer l'international français Corentin Tolisso, parti au Bayern Munich, est séduit par le profil de Ndombele qui possède de nombreuses similitudes avec Tolisso, tous deux étant polyvalents et ayant commencé leur carrière au poste de latéral droit. De plus, avec le départ probable de l'Espagnol Sergi Darder, l'OL se retrouve dans l'obligation d'acheter un milieu avant la fin du mercato estival et choisit de recruter Ndombele. Le néo-international espoir français entre donc dans une nouvelle dimension et s'apprête à se battre pour jouer le podium en Ligue 1 et la Ligue Europa alors qu'il n'était pas encore professionnel un an auparavant.

#### Olympique lyonnais
Lors du dernier jour du mercato estival 2017, Tanguy Ndombele signe à l'Olympique lyonnais en prêt payant de 2 millions d'euros avec une option d'achat fixée à 8 millions d'euros plus d'éventuels bonus. Il arrive deux jours après Pape Cheikh Diop, son concurrent direct dans l'entrejeu lyonnais. Sergi Darder, milieu des Gones depuis trois ans, quitte l'Olympique lyonnais le jour de l'officialisation de la signature de Ndombele. Pour la saison 2017-2018, il se retrouve en concurrence directe avec Jordan Ferri, Diop et Houssem Aouar au milieu aux côtés de Lucas Tousart.
Il dispute son premier match en Ligue Europa contre l'Apollon Limassol en entrant en fin de match. Titulaire pour son premier match de Ligue 1 avec l'Olympique lyonnais au Parc des Princes face au Paris-Saint-Germain le week-end suivant, il réalise un bon match avec notamment une frappe sur la barre transversale et obtient la note de 8/10 dans L'Équipe, malgré la défaite de l'Olympique lyonnais (2-0). Alors qu'il jouait, jusque-là, très peu avec l'OL, l'entraîneur lyonnais Bruno Génésio lui préférant notamment Houssem Aouar pour jouer au poste de milieu axial, aux côtés de Tousart, Tanguy Ndombele réussit à gagner sa place dans le onze lyonnais et devient même indiscutable aux yeux de son entraîneur. Avec le replacement d'Aouar vers une position plus offensive ou sur le côté gauche de l'attaque, le manque de régularité de Ferri et les blessures de Diop, Ndombele enchaîne les matchs et son engagement sur le terrain font de lui, un des joueurs les plus appréciés par les supporters lyonnais. Le 15 février, il marque son premier but lyonnais en ouvrant le score durant une victoire 3-1 contre Villarreal en Ligue Europa. Aux côtés de Ferland Mendy et d'Houssem Aouar, il est l'une des révélations de la saison lyonnaise. Il finit la saison avec 6 passes décisives pour aucun but en 30 rencontres disputées en championnat  et un but et 7 passes décisives toutes compétitions confondues. La saison collective lyonnaise s'achève par une qualification directe pour les phases de groupes de la Ligue des champions avec une troisième place en championnat, une défaite décevante en seizièmes de finale de la Ligue Europa face au CSKA Moscou, une élimination précoce en Coupe de la Ligue contre Montpellier et une élimination en quarts de finale de Coupe de France contre Caen. Néanmoins, Ndombele obtient donc le droit de participer à la plus prestigieuse des compétitions européennes pour la prochaine saison et est nommé pour le trophée UNFP du meilleur espoir de Ligue 1 de la saison 2017-2018, aux côtés de son coéquipier à Lyon et en espoirs Houssem Aouar. Le trophée est finalement remporté par le Parisien Kylian Mbappé. L'Olympique lyonnais décide ainsi de lever l'option d'achat de 8 millions d'euros négociée lors du prêt payant en début de saison avec Amiens et signe un contrat le liant à l'OL jusqu'en juin 2022 le 4 juillet 2018.
Ses très bonnes performances attirent l’œil de grands clubs européens durant le mercato estival, notamment ceux de Manchester City et de Tottenham. Le président lyonnais Jean-Michel Aulas reste cependant très ferme sur le cas de Ndombele, annonçant qu'il souhaite le garder pour la saison à venir et qu'il aurait déjà refusé une offre de 50 millions d'euros pour sa pépite.
Il commence sa deuxième saison avec l'Olympique lyonnais, au sein d'un effectif talentueux, déjà composé du champion du monde Nabil Fekir, de la star des Pays-Bas Memphis Depay et renforcé par l'arrivée de Moussa Dembélé, coéquipier de Ndombele chez les Bleuets, ou encore de Jason Denayer, international belge. L'Olympique lyonnais décide de prolonger son contrat le 13 septembre 2018, seulement deux mois après sa signature officielle à Lyon avec une prolongation d'une année supplémentaire, jusqu'en juin 2023.
Pour son premier match de Ligue des champions, le 19 septembre 2018, il affronte Manchester City, champion d'Angleterre en titre, à l'Etihad Stadium. Alors que beaucoup s'attendaient à une victoire facile des Anglais, les Lyonnais parviennent à créer la surprise pour renverser les Citizens, chez eux sur le score de 2-1 avec des buts de Nabil Fekir et de Maxwel Cornet. Tanguy Ndombele, aligné aux côtés de Pape Diop au milieu pour ce match, participe activement à la victoire lyonnaise avec une prestation impressionnante, tant dans l'implication défensive que dans l'apport offensif. Il réalise, en deuxième mi-temps, une ouverture sublime vers Memphis qui manquera finalement son face-à-face contre Ederson, le gardien mancunien, détournant la frappe du Néerlandais sur son poteau gauche. Cette prestation héroïque de la part des Gones, qui réalisaient jusque-là un début de saison moyen, permet à Ndombele d'attirer l'attention du sélectionneur français Didier Deschamps et de grands clubs européens.
La saison de l'Olympique lyonnais se révèle assez décevante malgré la qualification directe pour la prochaine Ligue des champions (troisième place acquise derrière Paris et Lille en championnat). L'équipe parvient à se qualifier pour les huitièmes de finale de la C1 mais se fait éliminer par le FC Barcelone (défaite 5-1 au cumul des deux matchs) où son équipe n'aura rien pu faire face à l'Argentin Lionel Messi, auteur d'un doublé au match retour. Son match lui permet néanmoins d'améliorer sa côte auprès des grandes écuries européennes, qui acte presque son départ dans un nouveau club l'été prochain, Jean-Michel Aulas annonçant qu'il ne le retiendra pas si une grosse offre lui parvenait.

#### Tottenham Hotspur
Le 2 juillet 2019, il est transféré à Tottenham Hotspur, dans le cadre d'un transfert estimé à 62 millions plus 10 millions d'euros de bonus. De cette somme, 15,84 millions sont attribués à l'Amiens SC en raison d'une clause d'intéressement négociée à l'époque de son précédent transfert. Il récupère le numéro 28, numéro qu'il portait déjà à Lyon.
Il marque son premier but le 10 août 2019 lors de la première journée de Premier League contre Aston Villa (victoire 3-1). La semaine suivante, il délivre une passe décisive face à Manchester City et contribue au match nul de son équipe 2-2.
Il réalise quelques bonnes performances et est souvent aligné au milieu avec son compatriote Moussa Sissoko. Il est même élu homme du match contre Southampton le 28 septembre après avoir marqué un nouveau but (victoire 2-1). Néanmoins, les résultats de son équipe sont assez décevants et l'équipe enregistre de nombreuses défaites en championnat mais aussi en Ligue des champions et notamment une, très humiliante, à domicile contre le Bayern Munich (défaite 2-7), match dans lequel Ndombele se retrouve en grande difficulté avant d'être remplacé à la 64e minute par Christian Eriksen. Cette succession de mauvais résultats conduit à son club de licencier l’entraîneur Mauricio Pochettino et de le remplacer par José Mourinho.
À l'arrivée de Mourinho, il joue beaucoup moins et est souvent remplaçant, l'entraîneur préférant titulariser Harry Winks ou Giovani Lo Celso à sa place. Le 2 février 2020, il entre en jeu face à Manchester City et une minute plus tard, il est passeur décisif pour Son Heung-min lors de la victoire des siens (2-0). Après la crise sanitaire du Covid-19, Ndombele ne joue que des bouts de match contre Sheffield United (1-3) et Bournemouth (0-0) avant de se blesser pour la fin de saison.
Au début de la saison suivante, Ndombele enchaîne les bonnes performances, conduisant Mourinho à lui donner plus de temps de jeu. Sa bonne forme est ponctuée par un but marqué en Ligue Europa face au Lokomotiv Plovdiv (victoire 1-2). Totalement mis en confiance par son coach, Ndombele marque un nouveau but en égalisant contre Manchester United lors de la victoire historique des Spurs à Old Trafford (1-6).

#### Prêt à l'Olympique lyonnais
Le 31 janvier 2022, il fait son retour à l'Olympique lyonnais en prêt jusqu'à la fin de la saison.

#### Prêt au SSC Naples
Le 19 août 2022, il est prêté au Napoli pour la saison 2022-2023. Une option d'achat de 30 millions d'euros est assortie au prêt.

#### Prêt au Galatasaray SK
Le 4 septembre 2023, son prêt pour la saison 2023-2024 au Galatasaray SK est officialisé. Le club turc dispose également d'une option d'achat de 15 millions d'euros à la fin du prêt.

#### OGC Nice
Le 4 juillet 2024, il s'engage jusqu'en 2026 avec l'OGC Nice.

### En équipe nationale
Alors qu'il était courtisé par le sélectionneur de la République démocratique du Congo, Florent Ibenge, Tanguy Ndombele choisit de représenter la France. Le 30 août 2017, il est appelé pour la première fois en équipe de France espoirs pour les matchs contre le Chili (amical) et le Kazakhstan (qualifications à l'Euro espoirs 2019).
Le 4 octobre 2018, il est appelé pour la première fois en équipe de France A à la suite de la blessure de Corentin Tolisso pour les matchs contre l'Islande (amical) et l'Allemagne (Ligue des nations). Il connaît sa première sélection contre l'Islande le 11 octobre 2018 au stade de Roudourou, en rentrant en seconde mi-temps.
En août 2020, Ndombele est testé positif au Covid-19. En conséquence, il n'est pas convoqué en équipe nationale pour disputer deux matches au mois de septembre.

## Statistiques

### Statistiques détaillées
| Saison                | Club                      | Championnat           | Championnat | Championnat | Championnat | Coupe nationale | Coupe nationale | Coupe nationale | Coupe de la Ligue | Coupe de la Ligue | Coupe de la Ligue | Compétition(s) continentale(s) | Compétition(s) continentale(s) | Compétition(s) continentale(s) | Compétition(s) continentale(s) | Total | Total | Total |
| Saison                | Club                      | Division              | M.          | B.          | P.d.        | M.              | B.              | P.d.            | M.                | B.                | P.d.              | Comp.                          | M.                             | B.                             | P.d.                           | M.    | B.    | P.d.  |
| 2016-2017             | Amiens SC                 | Ligue 2               | 30          | 2           | 7           | 1               | 0               | 0               | 1                 | 0                 | 0                 | -                              | -                              | -                              | -                              | 32    | 2     | 7     |
| 2017-2018             | Amiens SC                 | Ligue 1               | 3           | 0           | 0           | -               | -               | -               | -                 | -                 | -                 | -                              | -                              | -                              | -                              | 3     | 0     | 0     |
| Sous-total            | Sous-total                | Sous-total            | 33          | 2           | 7           | 1               | 0               | 0               | 1                 | 0                 | 0                 | -                              | -                              | -                              | -                              | 35    | 2     | 7     |
| 2017-2018             | Olympique lyonnais (prêt) | Ligue 1               | 32          | 0           | 6           | 4               | 0               | 0               | 1                 | 0                 | 0                 | C3                             | 10                             | 1                              | 1                              | 47    | 1     | 7     |
| 2018-2019             | Olympique lyonnais        | Ligue 1               | 34          | 1           | 5           | 5               | 0               | 0               | 2                 | 0                 | 1                 | C1                             | 8                              | 2                              | 0                              | 49    | 3     | 6     |
| 2021-2022             | Olympique lyonnais (prêt) | Ligue 1               | 11          | 0           | 2           | -               | -               | -               | -                 | -                 | -                 | C3                             | 4                              | 1                              | 0                              | 15    | 1     | 2     |
| Sous-total            | Sous-total                | Sous-total            | 77          | 1           | 13          | 9               | 0               | 0               | 3                 | 0                 | 1                 | -                              | 22                             | 4                              | 1                              | 111   | 5     | 15    |
| 2019-2020             | Tottenham Hotspur         | Premier League        | 21          | 2           | 2           | 2               | 0               | 0               | -                 | -                 | -                 | C1                             | 6                              | 0                              | 2                              | 29    | 2     | 4     |
| 2020-2021             | Tottenham Hotspur         | Premier League        | 33          | 3           | 2           | 2               | 2               | 0               | 2                 | 0                 | 1                 | C3                             | 9                              | 1                              | 1                              | 46    | 6     | 4     |
| 2021-2022             | Tottenham Hotspur         | Premier League        | 9           | 1           | 1           | 1               | 0               | 0               | 3                 | 1                 | 0                 | C4                             | 3                              | 0                              | 0                              | 16    | 2     | 1     |
| Sous-total            | Sous-total                | Sous-total            | 63          | 6           | 5           | 5               | 2               | 0               | 5                 | 1                 | 1                 | -                              | 18                             | 1                              | 3                              | 91    | 10    | 9     |
| 2022-2023             | SSC Naples (prêt)         | Série A               | 30          | 1           | 0           | 1               | 0               | 0               | -                 | -                 | -                 | C1                             | 9                              | 1                              | 1                              | 40    | 2     | 1     |
| 2023-2024             | Galatasaray SK (prêt)     | Süper Lig             | 19          | 0           | 0           | 2               | 0               | 0               | -                 | -                 | -                 | C1+C3                          | 4+1                            | 0+0                            | -                              | 26    | 0     | 0     |
| 2024-2025             | OGC Nice                  | Ligue 1               | 18          | 1           | 2           | 2               | 1               | 0               | -                 | -                 | -                 | C3                             | 5                              | 0                              | 0                              | 25    | 2     | 2     |
| Total sur la carrière | Total sur la carrière     | Total sur la carrière | 240         | 11          | 27          | 20              | 3               | 0               | 9                 | 1                 | 2                 | -                              | 59                             | 6                              | 5                              | 328   | 21    | 34    |

### En sélection nationale
| Saison                | Sélection             | Phases finales        | Phases finales | Phases finales | Phases finales | Éliminatoires | Éliminatoires | Éliminatoires | Ligue des nations | Ligue des nations | Ligue des nations | Matchs amicaux | Matchs amicaux | Matchs amicaux | Total | Total | Total |
| Saison                | Sélection             | Compétition           | M              | B              | Pd             | M             | B             | Pd            | M                 | B                 | Pd                | M              | B              | Pd             | M     | B     | Pd    |
| --------------------- | --------------------- | --------------------- | -------------- | -------------- | -------------- | ------------- | ------------- | ------------- | ----------------- | ----------------- | ----------------- | -------------- | -------------- | -------------- | ----- | ----- | ----- |
| 2018-2019             | France                | -                     | -              | -              | -              | 1             | 0             | 0             | 2                 | 0                 | 0                 | 3              | 0              | 0              | 6     | 0     | 0     |
| 2018-2019             | France                | -                     | -              | -              | -              | 0             | 0             | 0             | -                 | -                 | -                 | -              | -              | -              | 0     | 0     | 0     |
| 2020-2021             | France                | -                     | -              | -              | -              | 1             | 0             | 0             | -                 | -                 | -                 | -              | -              | -              | 1     | 0     | 0     |
| Total sur la carrière | Total sur la carrière | Total sur la carrière | -              | -              | -              | 2             | 0             | 0             | 2                 | 0                 | 0                 | 3              | 0              | 0              | 7     | 0     | 0     |

### Liste des matchs internationaux
| Matches internationaux de Tanguy Ndombele | Matches internationaux de Tanguy Ndombele | Matches internationaux de Tanguy Ndombele    | Matches internationaux de Tanguy Ndombele | Matches internationaux de Tanguy Ndombele | Matches internationaux de Tanguy Ndombele | Matches internationaux de Tanguy Ndombele                           |
|                                           | Date                                      | Lieu                                         | Adversaire                                | Résultat                                  | Compétition                               | Notes                                                               |
| ----------------------------------------- | ----------------------------------------- | -------------------------------------------- | ----------------------------------------- | ----------------------------------------- | ----------------------------------------- | ------------------------------------------------------------------- |
| 1.                                        | 11 octobre 2018                           | Stade de Roudourou, Guingamp, France         | Islande                                   | 2 - 2                                     | Match amical                              | Entre en jeu à la place de Paul Pogba à la 67e minute de jeu.       |
| 2.                                        | 16 octobre 2018                           | Stade de France, Saint-Denis, France         | Allemagne                                 | 2 - 1                                     | Ligue des nations 2018-2019               | Entre en jeu à la place d'Antoine Griezmann à la 90e minute de jeu. |
| 3.                                        | 16 novembre 2018                          | De Kuip, Rotterdam, Pays-Bas                 | Pays-Bas                                  | 0 - 2                                     | Ligue des nations 2018-2019               | Entre en jeu à la place de Steven Nzonzi à la 81e minute de jeu.    |
| 4.                                        | 20 novembre 2018                          | Stade de France, Saint-Denis, France         | Uruguay                                   | 1 - 0                                     | Match amical                              | Titulaire.                                                          |
| 5.                                        | 2 juin 2019                               | Stade de la Beaujoire, Nantes, France        | Bolivie                                   | 2 - 0                                     | Match amical                              | Titulaire et remplacé par Blaise Matuidi à la 65e minute de jeu.    |
| 6.                                        | 11 juin 2019                              | Estadi Nacional, Andorre-la-Vieille, Andorre | Andorre                                   | 0 - 4                                     | Éliminatoires Euro 2020                   | Titulaire et remplacé par Moussa Sissoko à la 64e minute de jeu.    |
| 7.                                        | 28 mars 2021                              | Astana Arena, Noursoultan, Kazakhstan        | Kazakhstan                                | 0 - 2                                     | Éliminatoires Coupe du monde 2022         | Titulaire et remplacé par Moussa Sissoko à la 82e minute de jeu.    |

## Palmarès

### En club
Tanguy Ndombélé remporte le premier titre de sa carrière sous les couleurs du SSC Napoli en étant sacré Champion d'Italie en 2023, deux ans après avoir échoué en finale de Coupe de la Ligue avec Tottenham Hospur.
L'année suivante, il est sacré Champion de Turquie avec le Galatasaray SK avant de remporter quelques mois plus tard la Supercoupe de Turquie.
| Amiens SC                           | Tottenham Hospur                          | SSC Napoli (1)                                  | Galatasaray SK (2)                                                                              |
| ----------------------------------- | ----------------------------------------- | ----------------------------------------------- | ----------------------------------------------------------------------------------------------- |
| - Ligue 2 : - Vice-champion en 2017 | - Coupe de la Ligue : - Finaliste en 2021 | - Championnat d'Italie (1) : - Champion en 2023 | - Championnat de Turquie (1) - Champion en 2024 - Supercoupe de Turquie (1) - Vainqueur en 2024 |

## Distinctions individuelles
- Nommé meilleure révélation de Ligue 1 en 2018 par France Football
- Nommé dans l'équipe-type de Ligue 1 des trophées UNFP en 2019
- Membre de l'équipe-type de la Ligue des champions en 2019.